# 22 septembre 1974
Le dimanche 22 septembre 1974 est le 265e jour de l'année 1974.

## Naissances
- Aliecer Urrutia, athlète cubain spécialiste du triple saut
- Anthony Dupray, acteur français
- Barnaby Metschurat, acteur allemand
- S. Bear Bergman, écrivain américain
- Belarmino Chipongue, joueur de basket-ball angolais
- Benoni Ambarus, prélat catholique roumain
- Daniel Atienza, coureur cycliste espagnol
- Gary Trent, joueur de basket-ball américain
- Hlomla Dandala, acteur sud-africain
- Ivan Grgat, joueur de basket-ball croate
- Jerome Adams, chirurgien général des États-Unis
- Jill Henneberg, cavalière américaine de concours complet
- Kóstas Kaïáfas, footballeur chypriote
- Laurence Roustandjee, journaliste française
- Marc Oliver Rieger, mathématicien allemand
- Miguel Ángel Vivas, réalisateur et scénariste espagnol
- Mika Kottila, footballeur finlandais
- Pam Smith, ultra-traileuse américaine
- Sergi Escobar, coureur cycliste espagnol
- Wayne Grayson, comédien de doublage américain

## Décès
- George Spahn (né le 11 février 1889), éleveur américain, dont le ranch en Californie a hébergé le tueur Charles Manson et sa bande
- Marta Fuchs (née en 1898), artiste lyrique
- Paul Jaray (né le 11 mars 1889), ingénieur hongrois
- Robert Kiffer (né le 30 août 1913), agent secret français pendant la Seconde Guerre mondiale
- Tommy Langan (né le 23 septembre 1921), joueur irlandais de football gaélique
- Winfried Otto Schumann (né le 20 mai 1888), physicien allemand

## Événements
- élections sénatoriales françaises de 1974
- Formule 1 : Emerson Fittipaldi devient champion du monde des pilotes de Formule 1 en remportant le Grand Prix du Canada.
- Création de Sœurs de la Fraternité Saint-Pie-X
- Publication de The Power and the Glory
- Fin de Très cher frère…
- Début de Zaïre 74